# مسابقات هنری در المپیک تابستانی ۱۹۲۰
مسابقات هنری یکی از رویدادهای بازی‌های المپیک تابستانی ۱۹۲۰ است که در شهر آنتورپ، بلژیک برای دومین دوره در پنج بخش معماری، ادبیات، موسیقی، نقاشی و مجسمه‌سازی برگزار شده‌است.

## جدول مدال‌ها
| رتبه           | کشور                 | طلا | نقره | برنز | مجموع |
| -------------- | -------------------- | --- | ---- | ---- | ----- |
| ۱              | بلژیک (BEL)          | ۲   | ۱    | ۳    | ۶     |
| ۲              | ایتالیا (ITA)        | ۱   | ۱    | ۰    | ۲     |
| ۳              | بریتانیای کبیر (GBR) | ۰   | ۱    | ۰    | ۱     |
| ۳              | فرانسه (FRA)         | ۰   | ۱    | ۰    | ۱     |
| ۳              | نروژ (NOR)           | ۰   | ۱    | ۰    | ۱     |
| مجموع (۵ کشور) | مجموع (۵ کشور)       | ۳   | ۵    | ۳    | ۱۱    |

## نتایج
| رویداد    | طلا                                           | نقره                                                        | برنز                                                     |
| معماری    | مدال داده نشد                                 | هولگر سیندینگ-لارسن (NOR) · Project for a gymnastics school | مدال داده نشد                                            |
| ادبیات    | رانیرو نیکولای (ITA) · "Canzoni Olimpioniche" | تئودور آندرئا کوک (GBR) · "Olympic Games of Antwerp"        | موریس بلادل (BEL) · "La Louange des Dieux"               |
| موسیقی    | ژرژ مونیه (BEL) · "Olympique"                 | اورسته ریوا (ITA) · "Marcia trionfale"                      | مدال داده نشد                                            |
| نقاشی     | مدال داده نشد                                 | آنریئت بروسا دو پولانسکا (FRA) · "L'élan"                   | آلفرد اوست (BEL) · "Joueur de Football"                  |
| مجسمه‌سازی | آلبریک کولن (BEL) · "La Force"                | سیمون خوسنس (BEL) · "Les Patineurs"                         | آلفونس دو کایپر (BEL) · "Lanceur de Poids" and "Coureur" |